# Szczytno (comune rurale)
Szczytno (fino al 1945 Ortelsburg) è un comune rurale polacco del distretto di Szczytno, nel voivodato della Varmia-Masuria.
Ricopre una superficie di 346,24 km² e nel 2004 contava 10 655 abitanti.
Il capoluogo è Szczytno, che non fa parte del territorio ma costituisce un comune a sé.